# Manuel Milà i Fontanals
Manuel Milà i Fontanals (Vilafranca del Penedès, 4 de maig de 1818 - 16 de juliol de 1884) fou un filòleg, erudit i escriptor català. Se'l considera un dels impulsors de la Renaixença, gràcies als seus esforços en la restauració dels Jocs Florals, i en el camp de l'ortografia. És considerat una figura clau per entendre el desenvolupament històric de la gramàtica catalana, convertint-se, en un dels primers dialectòlegs d'aquesta.
El filòleg i erudit medievalista Jaume Riera i Sans li va atribuir la falsificació literària de la novel·la cavalleresca Curial e Güelfa, fent-la passar com un text legítim en català del segle xv, però posteriorment va quedar demostrat que l'acusació era falsa i la novel·la era original.

## Biografia
Va ser el cinquè fill del matrimoni entre Josep Milà de Ferran i Graells i Teresa Fontanals de les Clotes i Alzina. Van viure a Vilafranca del Penedès fins a 1826, any en què la família es trasllada a Barcelona. Es va llicenciar en Dret a l'Estudi General de Barcelona. Tingué com a mestre i conseller l'erudit Gaietà Renom (escolapi). Entre 1838 i 1844 va residir a París, i va estudiar directament sobre els manuscrits la poesia occitana. A partir de 1845, retornà a Catalunya, es va doctorar en Filosofia i Lletres i un any després guanyava la càtedra de Literatura a la Universitat de Barcelona. Fou membre de l'avui anomenada Reial Acadèmia Catalana de Belles Arts de Sant Jordi (1858), com el seu germà gran Pau Milà i Fontanals, eminent teòric de l'art, que en fou nomenat acadèmic el 1851.
Cal remarcar la seva activitat com a historiador de la literatura medieval catalana i la seva intervenció, a la dècada del 1860, en les polèmiques sobre la unificació de l'ortografia, quan va proposar la divisió dialectal del català en dos grans blocs: l'oriental i l'occidental (1861).
L'Institut d'Estudis Catalans va crear el premi Milà i Fontanals en el seu honor per premiar «el millor treball d'investigació sobre història literària de les terres catalanes». Un retrat seu forma part de la Galeria de Catalans Il·lustres de l'Ajuntament de Barcelona.

## Estudis sobre la llengua catalana
Milà i Fontanals és una figura clau per entendre la història de la llengua catalana i de la filologia d'aquesta llengua. És una figura lingüística que destaca pel seu interès cap a la lírica trobadoresca i la poesia popular. Dins de la seva obra es proposa una coneixença tant del passat literari com de la llengua usada en aquest àmbit. Se’l pot considerar un investigador de la literatura antiga.
La figura lingüística de Milà i Fontanals ha quedat eclipsada pel seu vessant literari. Però els estudis que en va fer, alguns encara inèdits, són un material indispensable per la dialectologia i la gramàtica catalana.
L'època de Milà i Fontanals destaca pel gran desconeixement de la realitat de la llengua catalana com també dels territoris on es parlava. Hi havia una aproximació però no una preocupació per saber fins on hi havia catalanoparlants. Aquesta és una de les raons per les quals inicia un estudi de camp sobre el català que s'acabarà materialitzant en un projecte en potència, una gramàtica històrica del català.
Milà i Fontanals tenia un gran interès per a conèixer l'origen de les llengües, i així ho demostra dins dels seus estudis.

### Estudi sobre la llengua catalana
El projecte de futur que Milà i Fontanals va deixar incomplet fou una futura gramàtica històrica del català. Abans de començar la seva gramàtica s'havia de reconèixer la realitat de la llengua catalana parlada. Al territori catalanoparlant, les varietats d'aquesta llengua són evidents. Segons Milà calia fer-ne un estudi per poder-ne descriure les varietats i a partir d'aquestes començar el seu projecte.
La gramàtica proposada per Milà parteix de la geografia de la llengua, és per això que se’l considera un dels iniciadors de la dialectologia catalana.
El 1875 publica Estudios de la llengua catalana on es fa una aproximació del barceloní, català parlat a la ciutat de Barcelona. Aquest forma part dels estudis sobre la descripció general de les varietats del català. El que havia començat amb el català de Barcelona, s'havia d'anar fent amb els altres parlars del territori.

### Classificacions dels dialectes
Dins dels seus estudis Milà i Fontanals classifica les varietats del català. La primera és una dicotomia entre el català oriental i l'occidental-meridional. Aquesta classificació parteix del sistema vocàlic del català. Segons el territori hi ha variacions en les vocals àtones.
Anys més tard, comença a estudiar els parlars de les Illes Balears i la seva classificació incorpora una tercera branca, el baleàric. 
La classificació parteix de la recollida de dades sobre els dialectes catalans; referents a la fonètica, la morfologia i el lèxic del baleàric, el valencià, el català central, el nord-occidental i el rossellonès.

### Estudis sobre el baleàric
El parlar de les Balears també forma part de l'estudi de la llengua catalana. Després de veure la realitat peninsular, s'inicia un estudi del parlar de les Balears. Tot el que en recull no s'edita, forma part de les seves notes i apunts personals que són una part desconeguda de la seva obra. La pretensió de l'estudi realitzat per Fontanals era fer una aproximació científica de la llengua. Al llarg dels anys recull molt material i abans de la seva mort ha pogut classificar gran part de les dades recollides. Si el projecte s'hagués pogut realitzar hi hauria una descripció dialectològica del baleàric, que formaria part del projecte de descripció dels dialectes catalans. 

## Els jocs florals de 1859
L'any 1859 va ser l'any de restauració dels Jocs Florals. Milà i Fontanals en va fer el discurs inaugural, en el qual va donar gràcies a tots aquells que havien ajudat que aquella festa tornés a ser present dins del món de la cultura catalana.
Aprofita per parlar sobre la poesia catalana i, també, sobre el que és el seu tema d'estudi, els dialectes que presenta la llengua catalana.
Quelcom més a destacar és la lloança que es fa de la llengua i del poder que té aquesta des de l'edat mitjana, ja que era la llengua parlada per reis i utilitzada per escriptors.

## Obra

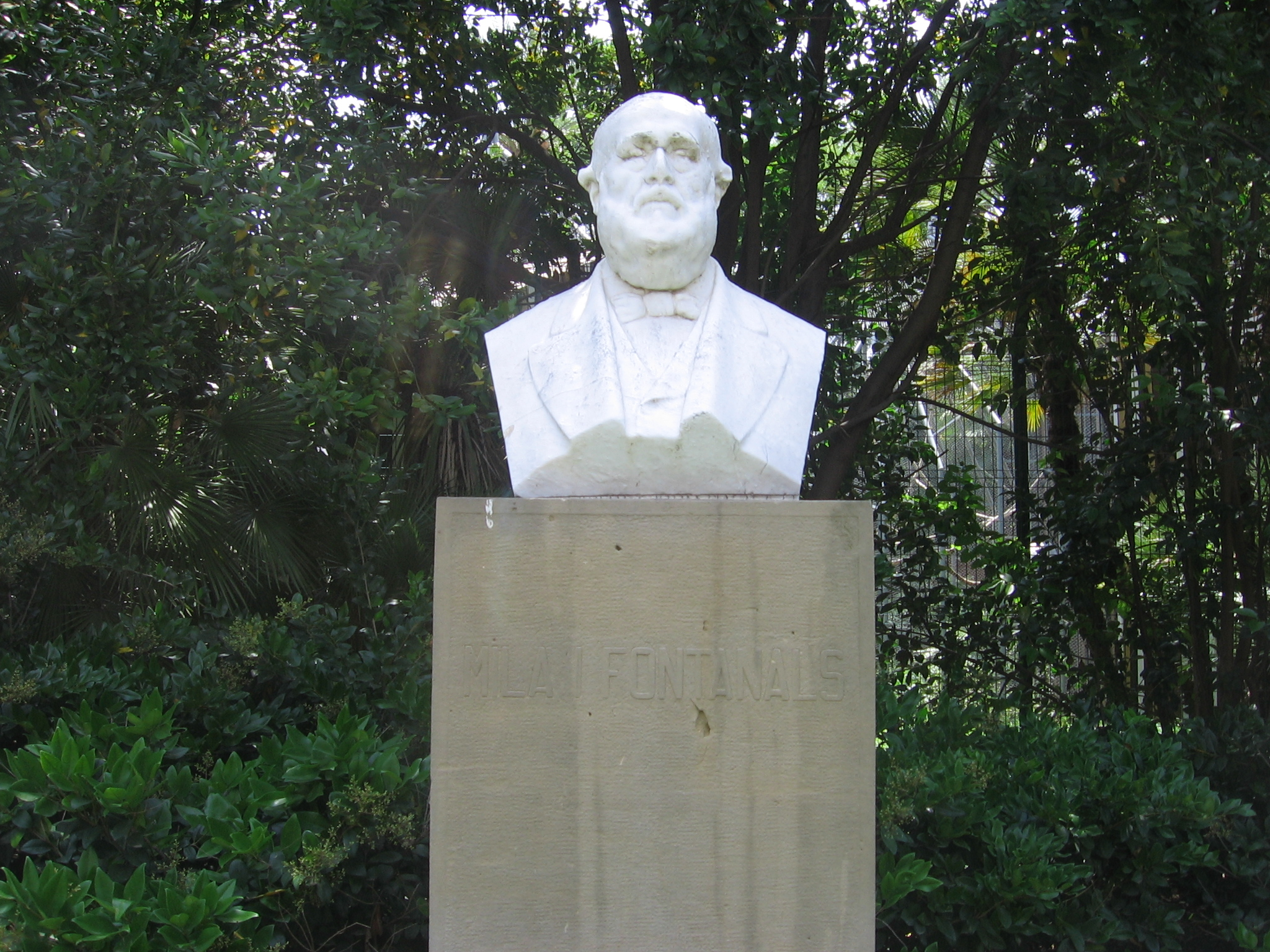
Bust de Manuel Milà i Fontanals al Parc de la Ciutadella, Barcelona

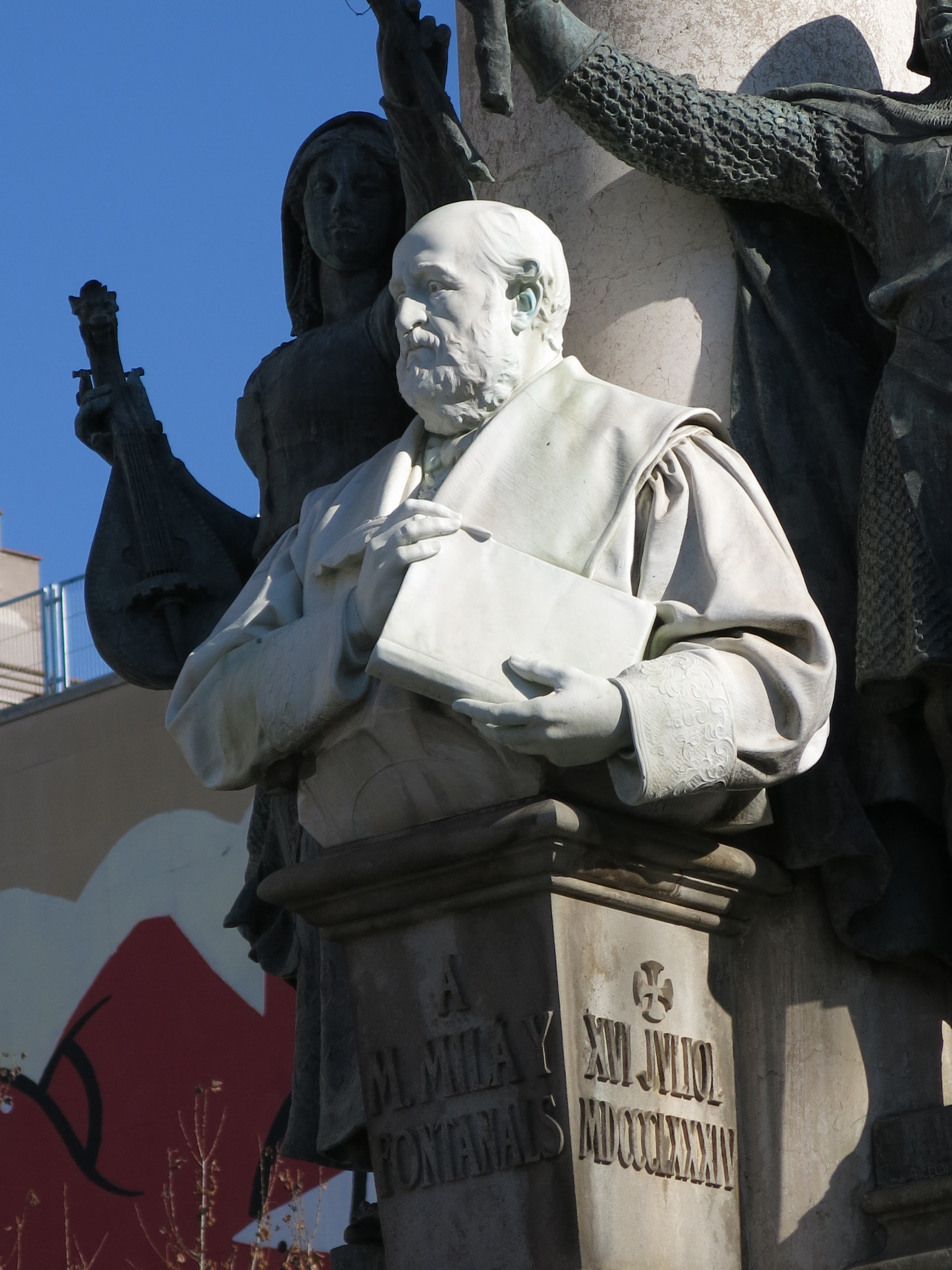
Bust de Manuel Milà i Fontanals al monument dedicat a ell a Vilafranca del Penedès

Les obres publicades i inèdites poden trobar-se al fons Milà i Fontanals de la biblioteca de Marcelino Menéndez i Pelayo, un dels deixebles i interessats per l'obra de Fontanals. Entre els documents que s'hi poden trobar hi ha un gran nombre de papers escrits manuscrits, entre ells estan classificats per títols i subtítols, classificació realitzada pel mateix autor.
Estudià amb noves perspectives la poesia popular catalana:
- Observacions sobre la poesia popular (1853)
- Romancerillo Catalán (1882), on apareix per primera vegada impresa la Cançó del Comte l'Arnau

La poesia trobadoresca:
- De los trovadores en España (1861)

La literatura castellana antiga:
- De la poesia heroico-popular castellana (1874)

La literatura catalana antiga:
- Ressenya històrica i crítica dels antics poetes catalans

I el psicologisme escocès:
- Principios de Estética (1857-1869)

Bona part de les seves obres foren recollides per Marcelino Menéndez Pelayo del 1886 al 1896, amb el títol Obras Completas de D. Manuel Milá y Fontanals (8 vol.), i el 1908 apareix un recull de la seva poesia en català, a més d'articles i discursos, amb el títol Obres catalanes d'en Manuel Milà i Fontanals.
Actualment, l'Institut d'Estudis Catalans n'està preparant l'Edició crítica revisada de les Obres Completes, a cura de Manuel Jorba i Jorba, un dels estudiosos més importants de l'obra de Milà.